# Christian H. Grosch

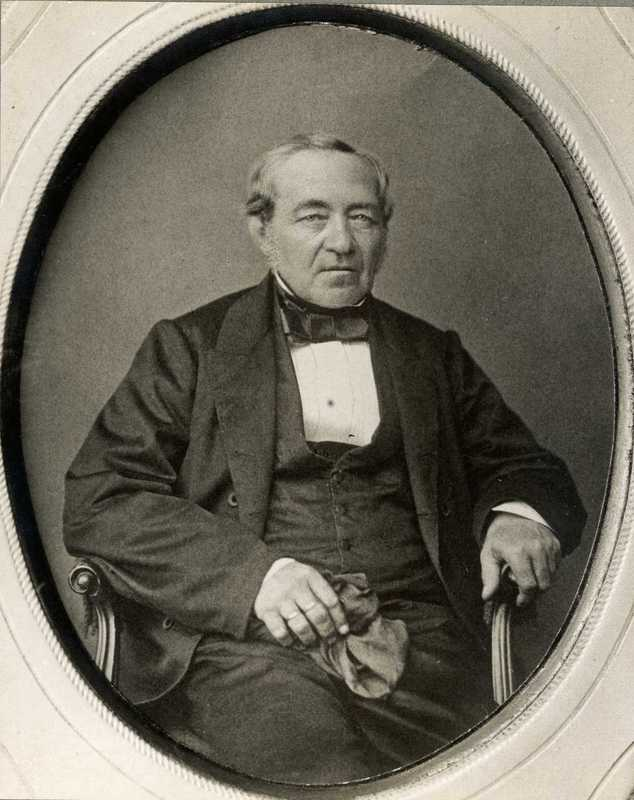
Christian Grosch

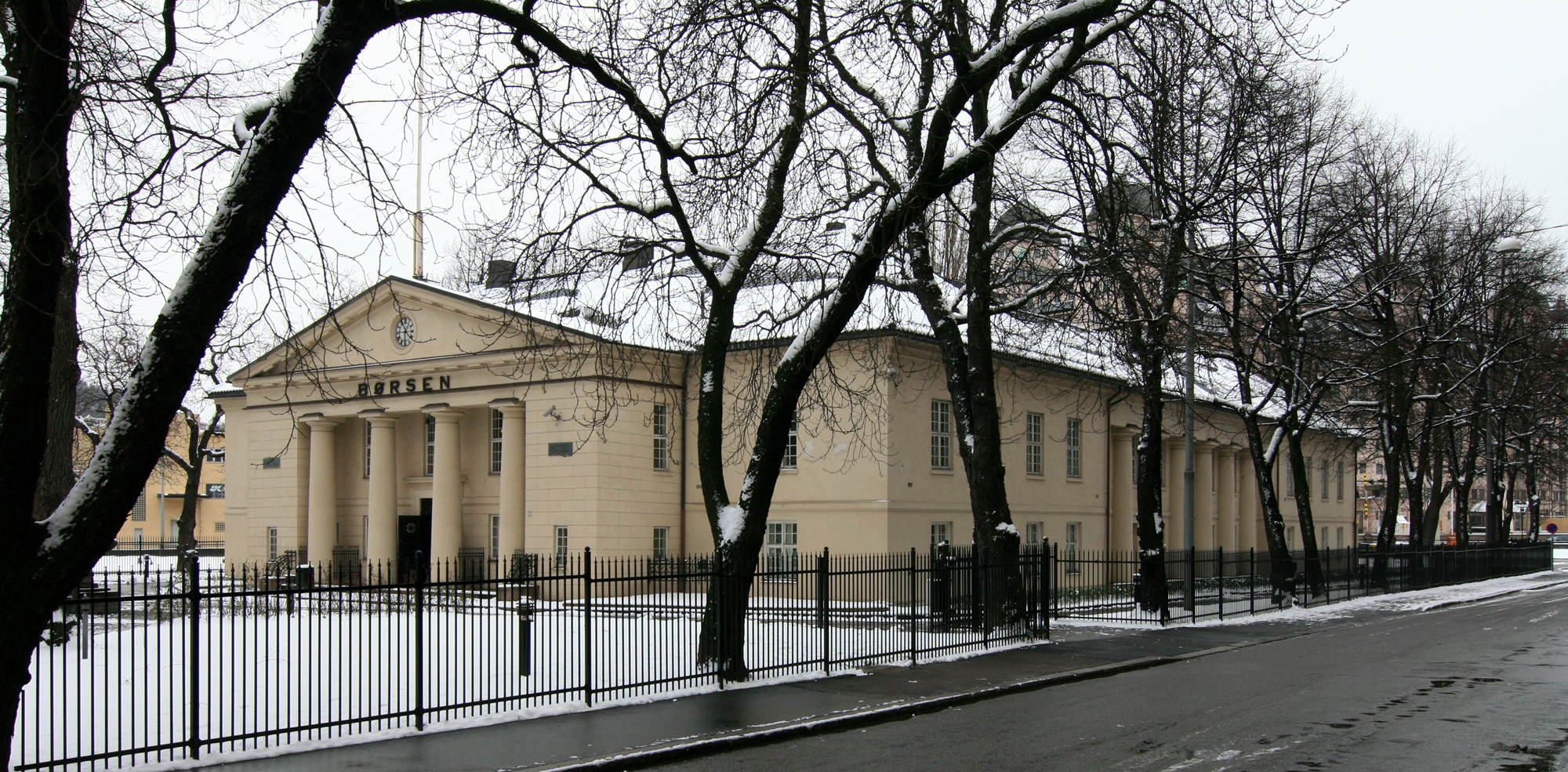
Oslo börs

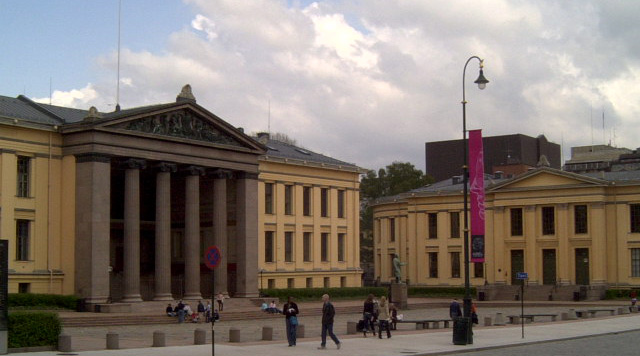
Oslo universitet

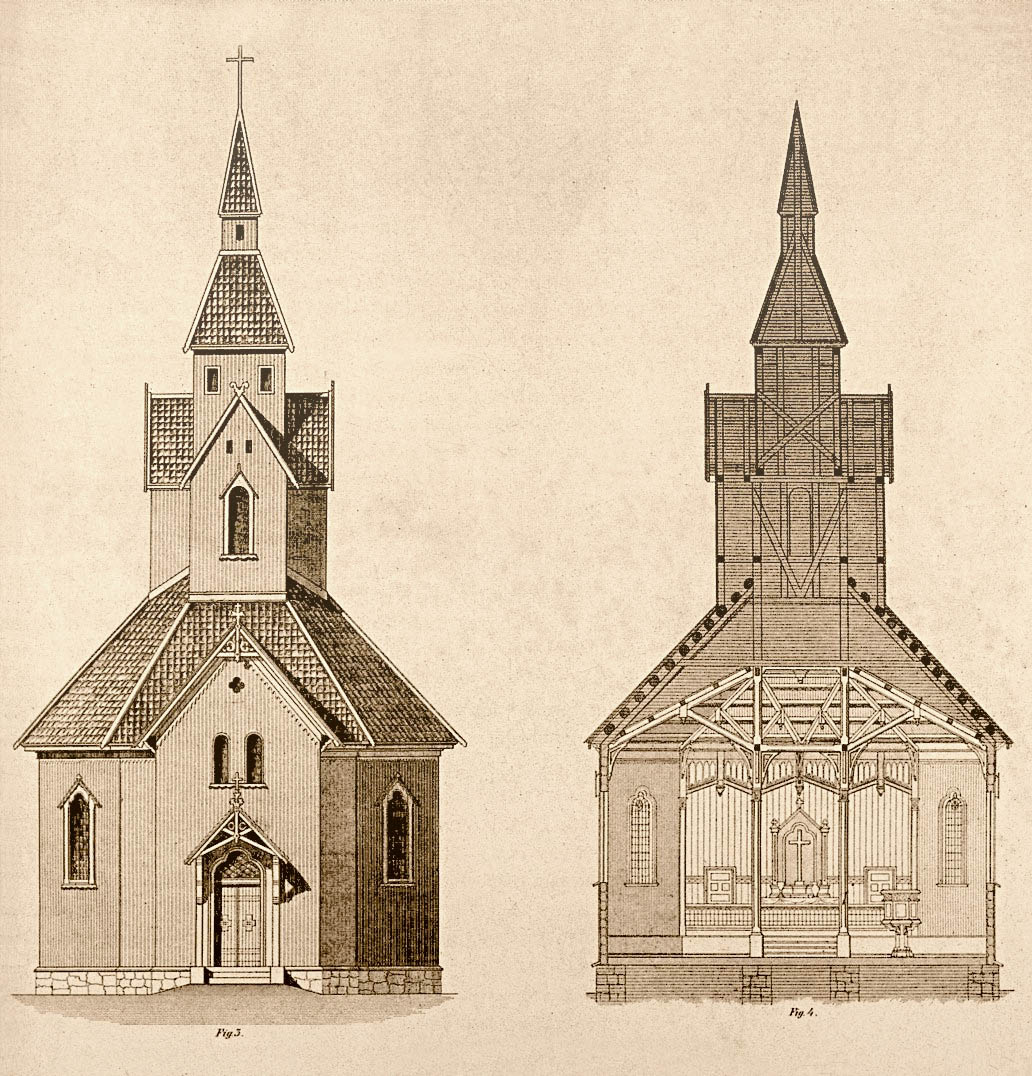
En kyrktyp ritad av Grosch

Christian Heinrich Grosch, född 21 januari 1801 i Köpenhamn, död 4 maj 1865 i Kristiania, var en norsk arkitekt.
Christian Grosch var son till Heinrich Grosch och farbror till Henrik Grosch. Han blev 1828 stadsarkitekt i Kristiania, och genom honom blev empiren den stil, som under de följande 30 åren kom att sätta sin prägel på huvudstadens arkitektur. Han ritade flera offentliga byggnader i 1800-talets Kristiania. I sina senare arbeten använde han sig gärna av medeltida former, såsom i kyrkan i Tønsberg från 1858 (domkyrka från 1948).

## Verk i urval
- Oslo börs, 1828
- Søylegården, Halden, 1828
- Latinskolen, Halden, 1828
- Nasjonalmuseet for kunst, arkitektur og design, (Tidigare Kristianiakontoret för Norges Bank), 1830
- Immanuels kirke i Halden, 1833
- Krohgstøtten, 1833
- Observatoriet, 1834
- Trefoldighetskirken (Arendal, 1836
- Christiania Theater, 1837
- Universitetsbygningen, 1838
- Gamle Tollbod i Stavanger, 1940
- Basarhallene, 1840, och Brannvakten vid Vår Frelsers kirke, 1859
- Gjerstad kirke i Aust-Agder, 1848
- Skåre kyrka i Haugesund, 1858
- Tjøtta kyrka, 1851
- Hortens kyrka, 1855-1862
- Rødbygget, Trondheim, i dag bland annat Norsk Døvemuseum, 1855-1891
- Børsa kyrka, 1857
- Birkenes kyrka, i Aust-Agder, 1858
- Geitastrands kyrka , 1859
- Krohgstøtten sykehus, nu Oslo legevakt, 1859
- Nes kyrka i Ringerike, 1860
- Tangen kirke i Stange] 1861
- Tromsø domkyrka, 1861
- Hvals kyrka 1862
- Brekke kyrka, 1862
- Hønefoss kyrka, 1862
- Randesunds kyrka i Kristiansand, 1864